# A103 (Frankrijk)
De A103 of Autoroute 103 is een korte autosnelweg in de agglomeratie van de Franse hoofdstad Parijs. De A103 begint bij een knooppunt met de A3 in Noisy-le-Sec en eindigt bij een niet voltooide afrit in Rosny-sous-Bois. Oorspronkelijk was het plan om de weg te verlengen tot de A4 richting Reims, maar dit is nooit uitgevoerd. Daarmee komt de lengte van de weg uit op anderhalve kilometer.